# 刘荣显
刘荣显（1921年—2000年），弥勒县虹溪镇大红坡小寨村人。中华人民共和国政治人物。
1942年毕业于虹溪简易师范学校，参加抗日战争。1950年，刘荣显任第二区（虹溪、五山）区长。1953年，成立弥勒县彝族自治区，被选为县长，直任职到1964年。1966年至1980年任红河州革委会副主任。
1954年，当选第一届全国人民代表大会代表。